# Francesco Gosetti di Sturmeck
Francesco Gosetti di Sturmeck (* 28. April 1948 in Venedig; † 22. April 2022 in Paris) war ein italienischer Diplomat.

## Werdegang
In Venedig am 28. April 1948 geboren,
wuchs Gosetti in Cartura (Provinz Padua in Venetien) auf. Er besuchte das Real Collegio Carlo Alberto in Moncalieri und machte seinen Schulabschluss im Jahr 1966. Anschließend studierte er Rechtswissenschaft an der Universität Padua und legte seine Examina im Jahr 1972 ab.
Er heiratete am 27. Januar 1975 und hatte mit seiner Ehefrau zwei Kinder.
Von 1973 bis 2011 stand er in Diensten der Europäischen Union und war im Bereich der Außenbeziehungen tätig. Seine Auslandsstationen waren Bamako (Mali), Nouakchott (Mauretanien), Bangui (Zentralafrikanische Republik), Niamey (Niger), Mogadischu (Somalia), N’Djamena (Tschad) und Port-au-Prince (Haiti).
Eines der wichtigsten Projekte in Bamako war die Renovierung des Malischen Nationalmuseums, zu dessen Neueröffnung Gosetti im Jahr 2003 Staatspräsident Amadou Toumani Touré und den Prinz Aga Khan begrüßen konnte.
In Mogadischu setzte er sich besonders für die Gründung der Nationalen Universität von Somalia ein.
Er leitete die Delegation der EU in Haiti von 2006 bis 2010. Schwerpunkt der europäischen Entwicklungszusammenarbeit war zu seiner Amtszeit die Verbesserung der Infrastruktur des Landes, vor allem der Überlandstraßen. Am 10. Dezember 2009 unterzeichnete Gosetti mit der haitianischen Außenministerin Marie Michèle Rey die Abkommen zur wirtschaftlichen Partnerschaft (Accords de partenariat économique; APE), die für eine Laufzeit von 25 Jahren Handel und Zölle regeln.
Er überlebte das Erdbeben in Haiti am 12. Januar 2010 unverletzt und koordinierte umfangreiche Hilfsmaßnahmen. Wenige Tage nach der Katastrophe konnte er die EU-Außenbeauftragte Catherine Ashton und die Kommissarin für humanitäre Hilfe Kristalina Georgieva in Port-au-Prince empfangen und für die dringend gebotenen Hilfsanstrengungen sensibilisieren.
Gosetti ging 2011 im Alter von 63 Jahren in den Ruhestand und lebte bis zu seinem Tod im Jahr 2022 in Paris.